# Zong Lei
Zong Lei (chiń. 宗磊; pinyin Zōng Lěi; ur. 26 lipca 1981 w Tiencinie) – chiński piłkarz występujący na pozycji bramkarza. Od 2013 występuje w Tianjin Teda.
W 2007 roku wystąpił wraz ze swoją reprezentacją na Pucharze Azji.